# Adrian Chase (personaje)
Adrian Chase es un antihéroe que aparece en los cómics estadounidenses publicados por DC Comics. Es el segundo personaje de DC en llevar el nombre de Vigilante.
El personaje hizo su debut de acción en vivo en la serie de Arrowverso Arrow, interpretado por Josh Segarra. En la serie de televisión de DC Extended Universe Peacemaker, es interpretado por Freddie Stroma.

## Historial de publicaciones
Creado por el escritor Marv Wolfman y el artista George Pérez, Adrian Chase apareció por primera vez con su identidad civil en The New Teen Titans #23 (septiembre de 1982), antes de debutar como Vigilante en The New Teen Titans Annual #2 (agosto de 1983). Chase apareció más tarde en su propia serie Vigilante.

## Biografía ficticia
Adrian Chase era un fiscal de distrito de la ciudad de Nueva York que trabajaba en parte con el equipo residente, los Jóvenes Titanes. Buscó la justicia a su manera como el antihéroe Vigilante después de que su esposa Doris Chase y sus hijos fueran asesinados por mafiosos Scarapelli. Inicialmente, se mostró a Chase haciendo todo lo posible para asegurarse de que no matara a sus enemigos (a diferencia de Punisher de Marvel Comics) y usaría regularmente armas no letales para incapacitar a sus oponentes.
A lo largo de la serie Vigilante, Chase fue atormentado por la justicia de sus acciones y el dolor que causó a los demás. Chase coqueteó con abandonar su identidad de Vigilante después de que golpeó salvajemente a un ex convicto que resultó ser inocente. Eventualmente, Chase abandonó su identidad de Vigilante, creyendo que podría ser más efectivo y más feliz como juez. Pero durante su ausencia, la identidad de Vigilante fue asumida por dos de sus amigos (el juez Alan Wells y luego el alguacil Dave Winston, respectivamente) sin su conocimiento.
Después de que Wells matara a un oficial de policía y Winston muriera a manos de Peacemaker, Chase asumió una vez más el papel de Vigilante, creyendo que era la única forma de proteger a sus seres queridos. Sin embargo, sus experiencias con Welles y Winston habían dañado su frágil psique sin posibilidad de reparación, lo que lo llevó a adoptar tácticas más crueles en su guerra contra el crimen. Buscando venganza contra Peacemaker, el fuera de forma Adrian es golpeado en una pelea y desenmascarado en la televisión en vivo, lo que acaba con la identidad secreta de Chase y lo obliga aún más a asumir el papel de Vigilante.
Eventualmente, Chase se volvió cada vez más conflictivo por la violencia en la que se involucró y el daño que causó a quienes lo rodeaban. También se volvió cada vez más inestable mentalmente, alternando episodios de violencia enfurecida, paranoia y terribles remordimientos por sus acciones, incluso recurriendo a asesinar a policías inocentes que se interponían en su camino. Su creciente culpa culminó con Chase contemplando el curso de su vida y luego completando el suicidio.
Antes de su muerte, luchó con frecuencia contra Cannon, Saber y Electrocutor. 
Chase apareció en la serie limitada Day of Judgement, como uno de los héroes muertos en el Purgatorio. Él y los demás interfieren, luchando contra los guardianes del reino, para que otros héroes vivos puedan escapar con el alma de Hal Jordan. Cuando la crisis concluyó con Jordan asumiendo el manto de El Espectro, Jim Corrigan apareció brevemente en la Tierra, afirmando que los esfuerzos de Chase y otros héroes en el Purgatorio se habían ganado un atractivo en la ciudad brillante.
Se reveló que Adrian es el hermano de Dorian Chase.

## Poderes y habilidades
Como Vigilante, Adrian Chase es un soberbio combatiente cuerpo a cuerpo, un tirador brillante y un maestro del lazo. También poseía la capacidad de curarse rápidamente y regenerar su cuerpo de heridas tan graves como puñaladas o heridas de bala, aunque es capaz de morir si las heridas son lo suficientemente graves.

## En otros medios
- Variaciones de Adrian Chase aparecen en Arrow, interpretado por Josh Segarra.[7]
  - La encarnación de Tierra-1 aparece en la quinta temporada como un alias de Simon Morrison / Prometheus.[8] Después de la muerte de su padre, Justin Claybourne, juró venganza y llevó a cabo una investigación sobre el asesino de Claybourne, y finalmente se enteró de que se trataba de Oliver Queen. Después de buscar a Talia al Ghul para entrenarlo en los caminos de la Liga de Asesinos, Chase apunta y persigue a Queen y los aliados de este último, manipula a Artemis y recluta a Black Siren para su causa. Mientras que Team Arrow finalmente deduce la identidad de Morrison, este último secuestra a William Clayton y captura a los compañeros de equipo de Queen para atraerlo a la isla Lian Yu. En la pelea que siguió, Morrison revela que ha equipado la isla con explosivos y que el gatillo está en su cerebro antes de suicidarse, aunque Queen y la mayoría de los cautivos sobreviven.
  - Un doppelgänger de Tierra-2 de Chase aparece en el episodio de la octava temporada "Starling City" como Hood. Queen se encuentra con Chase mientras el primero está en Tierra-2 para prepararse para una crisis inminente y trabajan juntos a pesar de las dificultades iniciales.
- Adrian Chase/Vigilante aparece en Peacemaker, interpretado por Freddie Stroma.[9] Esta versión es un ayudante de camarero y luchador contra el crimen autoproclamado que admira a Peacemaker y muestra tendencias sociópatas y socialmente incómodas.[10][11][12]